# Ospedale Santa Maria della Misericordia (Perugia)

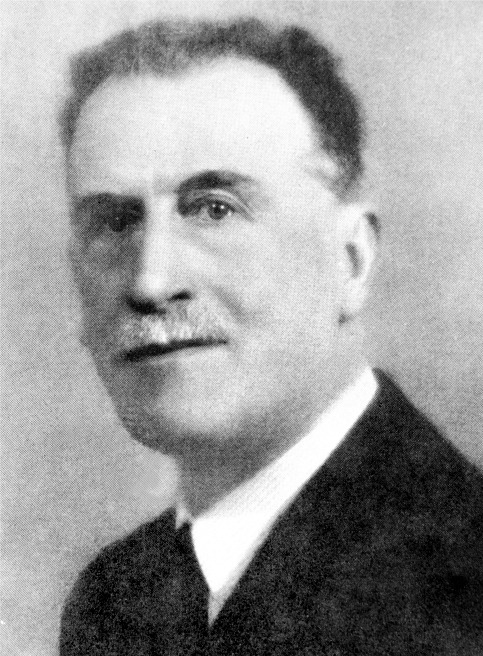
Raffaello Silvestrini

L'Azienda ospedaliera di Perugia - Ospedale "Santa Maria della Misericordia" (un tempo suddiviso in Policlinico di Perugia "Santa Maria della Misericordia" e sede distaccata Polo ospedaliero "Raffaello Silvestrini") è l'ospedale unico e policlinico universitario di Perugia.
È collocato in località Sant'Andrea delle Fratte, nel sito che fu il polo ospedaliero "Raffaello Silvestrini" già attivo quando ancora il policlinico perugino aveva la sua sede principale nel quartiere di Monteluce, ai piedi del centro.
È risultato per vari anni tra i migliori ospedali d'Italia, ma nel 2019 è stato coinvolto in uno scandalo noto come "Sanitopoli" dell'Umbria, che ha portato a una serie di arresti per concorsi truccati nonché alle dimissioni della Presidente della Regione Umbria Catiuscia Marini, la quale era stata intercettata telefonicamente.

## Storia
Come molte organizzazioni di carità, anche l'ospedale perugino nasce come casa di ricovero, tra il 1303 e il 1305 (anno in cui è emanata la bolla di fondazione dal vescovo di Perugia mons. Bulgaro Montemelini), da parte di alcuni chierici e laici secolari che si uniscono in una confraternita, dedicata come molte di esse alla Madonna, per l'assistenza ai poveri, agli emarginati ed ai moribondi.
Essi, in fattispecie, edificano una casa di ricovero ("Domus") "sopra e sotto il muro di Porta S. Pietro", nelle vicinanze della chiesa di Sant'Ercolano, nella zona est della città. La sede (storica) di Monteluce è occupata solamente nel 1923, quando viene abbandonato l'antico 'spedale di via Oberdan (in pieno attuale centro storico); ciò contestualmente all'apertura di molti nuovi reparti.
A partire dal 1985 l'ospedale si è avvalso di un polo ausiliario in zona Sant'Andrea delle Fratte, al tempo considerata periferia (ovest) della città. Nel frattempo, il presidio di Monteluce, organizzato in padiglioni, è divenuto insufficiente all'esercizio dell'attività ospedaliera. Sicché, a seguito dei grandissimi lavori che hanno "ingrandito" la struttura di San Sisto, da inizio 2009 l'intera attività sanitaria è erogata nel c.d. Polo Unico - che ha mutato il suo nome in "Santa Maria della Misericordia", titolare dello storico ospedale - sito nell'area (ormai) urbana di Sant'Andrea delle Fratte, ivi si erano ormai trasferiti svariati reparti (come ad esempio quello di ostetricia e neonatologia già dal 2000). Si è poi trasferita nel modernissimo complesso prospiciente, l'intera facoltà di Medicina e chirurgia dell'Università degli Studi di Perugia, prima ubicata in via del Giochetto (Monteluce).
Importanti aree dell'ex policlinico di Monteluce sono state demolite e al suo posto è stato edificato un complesso residenziale e centro direzione "Nuova Monteluce" in larga parte patrocinato dal Comune di Perugia ai fini della riqualificazione dell'area abbandonata. Un plastico rimane però in memoria del sito nell'attuale polo ospedaliero.

## Ubicazione

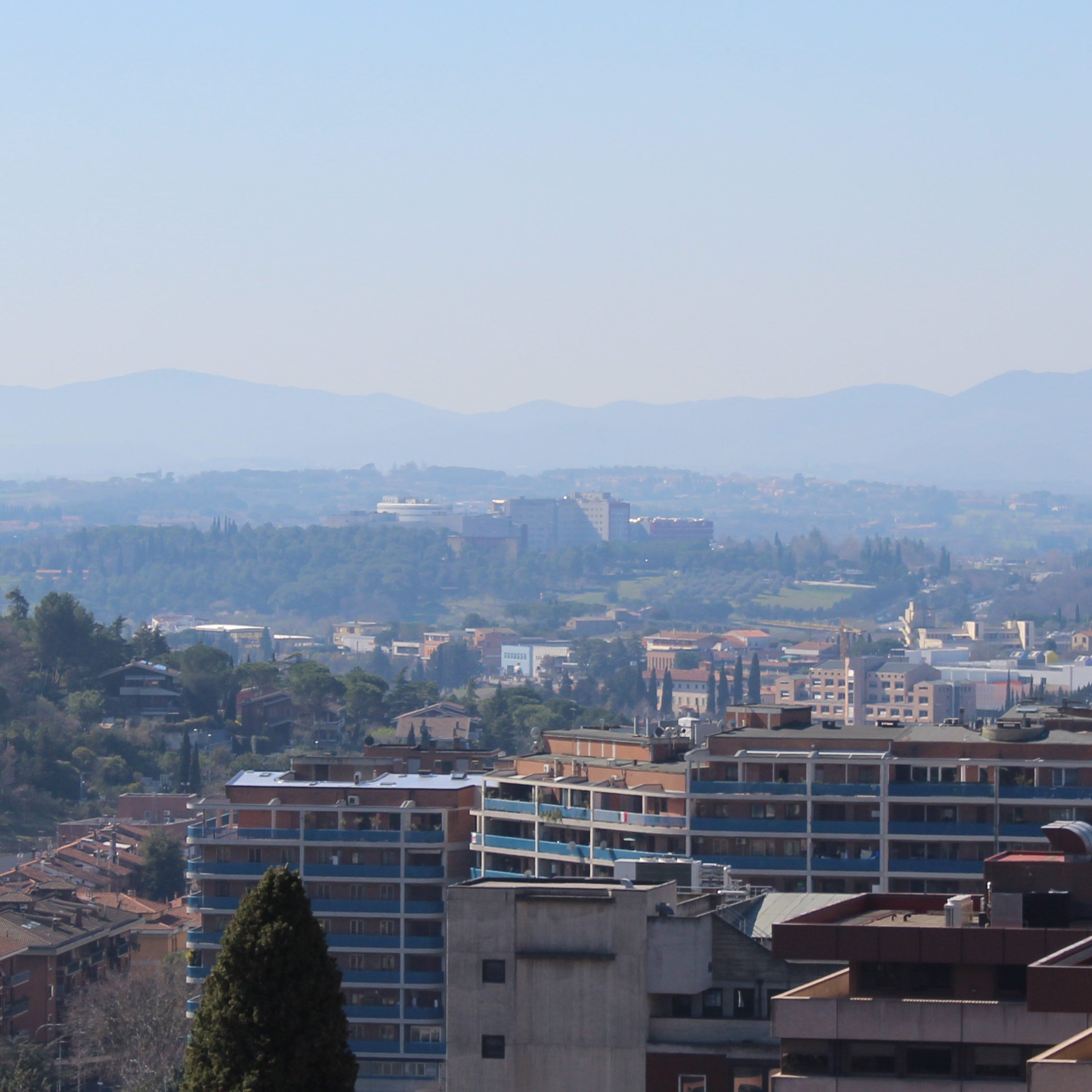
Veduta del nuovo Policlinico di Perugia (quartiere San Sisto) da viale Pompeo Pellini (quartiere Cupa)

Le strade che conducono al policlinico sono state interamente pensate (o "ripensate") in considerazione dell'importante traffico di autoambulanze. Tra esse, l'importante via Gerardo Dottori, il viale Centova, la via Gaetano Donizetti (parzialmente) e il viale Vittorio Trancanelli (aperto per l'occasione e intitolato al noto medico perugino scomparso).
L'ospedale è raggiunto dalla linea ferroviaria Foligno-Terontola (1866). In corrispondenza del policlinico è stata aperta nel 2003 la stazione FF.SS. urbana passante di Perugia Silvestrini.
La società per il T.P.L. di Perugia gestisce tutte le autolinee urbane che raggiungono il policlinico: B, C, F, I, R, X, Z10, Z11, Z12 (di queste, tre con collegamenti per il centro storico e la stazione centrale di Perugia).

Negli anni varie proposte sono state fatte per consentire un migliore collegamento dell'ospedale con il resto della città. Una delle proposte riguardava l'estensione al sito della linea 1 (l'unica per ora realizzata) del Minimetrò di Perugia, attualmente facente capolinea a Pian di Massiano, la quale avrebbe percorso la direttrice delle ferrovie statali passando per la frazione Centova e il quartiere San Sisto. Altro progetto (a oggi in via di approvazione) prevede la costruzione di un'infrastruttura (consistente in sedi riservate sulle già esistenti strade cittadine) per il "transito rapido" di autosnodati espressi (bus rapid transit) collegato a est con via Fausto Luciani a Castel del Piano e dall'altro con la stazione ferroviaria centrale di Perugia Fontivegge con frequenza di 8-20 minuti.

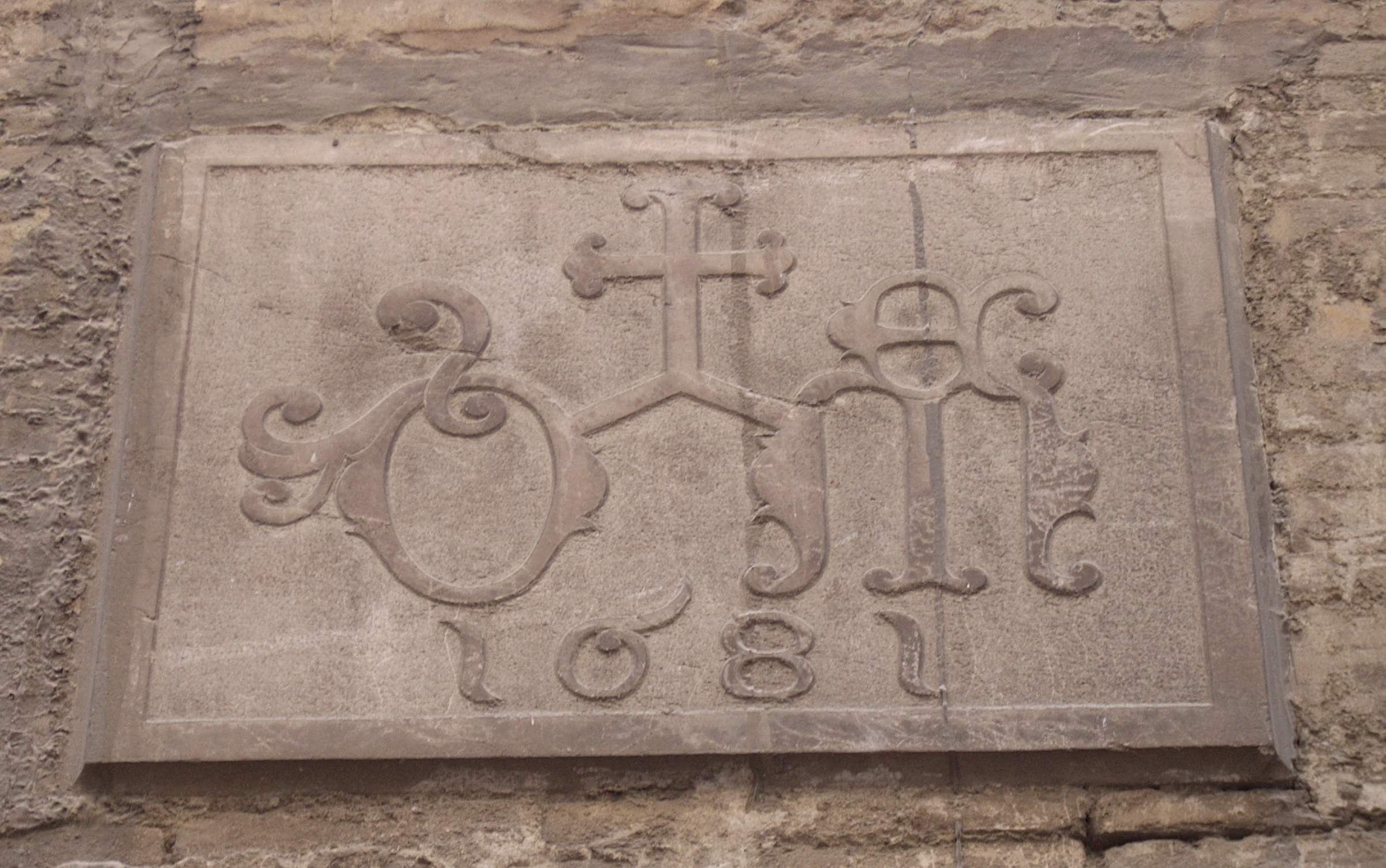
Targa sulla facciata della primitiva sede dell'ospedale della Misericordia